# 约翰内斯·森佩尔
约翰内斯·汉索维奇·森佩尔（1892年3月22日—1970年2月21日），爱沙尼亚作家。曾任爱沙尼亚教育部长、爱沙尼亚苏维埃社会主义共和国教育人民委员、作家联盟主席等职务。

## 生平
- 1892年3月22日出生于利沃尼亚省维尔扬迪县塔尔瓦斯图乡的一个教师家庭。1910年毕业于派尔努中学。
- 1910年-1914年，圣彼得堡大学语言学系学习。
- 1915年-1916年，里加理工学院建筑系学习。
- 1916年-1917年，莫斯科军校学习，获陆军少尉军衔。
- 1917年起参加革命工作。1917年-1919年，爱沙尼亚士兵委员会副主席，爱沙尼亚社会革命党中央委员。爱沙尼亚独立战争期间在炮兵预备役师服役，1920年晋升中尉军衔。
- 1919年-1920年，爱沙尼亚制宪会议议员。
- 1921年-1925年，柏林弗里德里希·威廉大学（洪堡大学）学习。
- 1925年-1927年，在巴黎生活。
- 1928年-1940年6月，塔尔图大学文学教师。1928年以论文《安德烈·吉德风格的结构》获塔尔图大学硕士学位。期间，1928年-1940年，爱沙尼亚笔会主席。1930年-1940年，《隐约》杂志的主编。
- 1940年6月-8月，爱沙尼亚教育部长。
- 1940年8月-1948年，爱沙尼亚苏维埃社会主义共和国教育人民委员、教育部长。1940年加入联共（布）。
- 1946年-1950年，爱沙尼亚苏维埃社会主义共和国作家联盟主席。1950年3月召开的爱共（布）五届八中全会上被指控为资产阶级民族主义分子，开除公职。1955年平反。
- 1962年起，他的12卷作品集开始出版。
- 在1965年写的回忆录中，他承认1940年的政变（苏联吞并爱沙尼亚）在是非法的，但以“人民的意愿”为其辩护。
- 1970年2月21日于塔林逝世，享年71岁。葬于森林公墓。

森佩尔是第1-2、6-7届爱沙尼亚苏维埃社会主义共和国最高苏维埃代表。

## 文学创作
作为一名散文家，森佩尔以极大的博学处理文学、戏剧、视觉艺术、音乐等，例如散文集《面罩》（1919）和《我们文学的道路》（1927）。约翰内斯·森珀的《卡列维波格民俗主题分析》（1924）是基于精神分析的独特文体研究。他翻译工作的成就包括但丁的作品《新生》（1924）和维克多·雨果的小说《巴黎圣母院》（1924）。
1944年，他为爱沙尼亚苏维埃社会主义共和国国歌作词。

## 荣誉
爱沙尼亚：
- 五级白星勋章（1940）

苏联：
- 列宁勋章（1962）
- 劳动红旗勋章（1956）
- 红星勋章
- 爱沙尼亚苏维埃社会主义共和国荣誉作家称号（1945，1950年被剥夺，1956年恢复）
- 爱沙尼亚苏维埃社会主义共和国国家奖（1947）
- 爱沙尼亚苏维埃社会主义共和国人民作家称号（1964）
- 爱沙尼亚苏维埃社会主义共和国约翰·斯穆尔文学奖（1973年追授）